# Franciszek Kleeberg
Franciszek Kleeberg (Ternopil, 1 de fevereiro de 1888 - Dresden, 5 de abril de 1941) foi um general polonês.
Nascido em Ternopil na atual Ucrânia,Franciszek Kleeberg serviu no Exército Austro-Húngaro antes de se juntar à Legião Polonesa e depois Exército Polonês na Primeira Guerra Mundial. Na Segunda Guerra Mundial, durante a Invasão da Polônia pelas tropas da Alemanha Nazista ele comandou o Grupo Operacional Independente Polonês. Ele não perdeu nenhuma batalha dessa Invasão, mas foi forçado a se render após suas tropas ficarem sem munição.
Feito prisioneiro no campo Oflag IV-B Koenigstein, ele morreu num hospital em Dresden em 5 de abril de 1941, sendo enterrado nessa mesma cidade.
Em 1969 seus restos foram exumados e levados para a Polônia, onde foram sepultados em Kock junto de soldados que pertenceram as suas tropas.

## Promoções
- podporucznik (tenente) – agosto de 1908
- porucznik (primeiro-tenente) – maio de 1913
- kapitan (capitão) – novembro de 1915
- major (major) – agosto de 1917
- podpułkownik (tenente-coronel) – dezembro de 1918
- pułkownik (coronel) – Abril de 1920
- generał brygady (general de brigada) – janeiro de 1928
- generał dywizji (general comandante) – janeiro de 1943 (póstumo)

## Condecorações militares
- Ordem Virtuti Militari, Cruz de Comando
- Ordem Virtuti Militari, Cruz do Cavaleiro
- Ordem Virtuti Militari, Cruz Dourada
- Ordem Virtuti Militari, Cruz de Prata
- Ordem da Polônia Restituta, Grã Cruz (postumamente em 4.10.2009)
- Ordem da Polônia Restituta, Cruz dos Oficiais
- Cruz de Valor 4 vezes
- Medalha do Mérito Militar (Austro–Húngara)
- Legião de Honra (França)
- Cruz de Ferro, Segunda Classe (Alemanha)
- Ordem de Lāčplēsis, Terceira Classe (Letônia)